# برازیلیا
برازیلیا (/brəˈzɪliə/؛ پرتغالی: bɾaˈziljɐ) پایتخت فدرال برزیل و مقر دولت ناحیه فدرال است. این شهر در ارتفاعات برزیل در منطقه مرکزی-غربی این کشور واقع شده‌است.‌ در ۲۱ آوریل ۱۹۶۰ توسط رئیس‌جمهور ژوسلینو کوبیچک تأسیس شد تا به عنوان پایتخت ملی جدید خدمت کند. برازیلیا سومین شهر پرجمعیت برزیل تخمین زده می‌شود.
ساخت این شهر به این علت بود که می‌خواستند محل پایتخت برزیل که پیش از آن شهر ریو دوژانیرو بود را تغییر داده و بیشتر به مرکز و غرب کشور بیاورند تا پیشرفت را به مناطق داخلی‌تر برزیل توسعه دهد. برای این تغییر پایتخت نیروی کاری عظیمی از سراسر کشور به‌کار گرفته‌شد. طرح و نقشه این شهر به‌شکل یک هواپیما است.

## پیشینه
رئیس‌جمهور جوسیلینو کوبیتشیک (Juscelino Kubitschek) فرمان ساخت برازیلیا را داد و در واقع یکی از مفاد قانون اساسی کشور را که در مورد این بود که مرکز کشور باید به مکان دیگری غیر از ریو دوژانیرو منتقل شود را به اجرا درآورد. طراح شهری اصلی برازیلیا لوسیو کوستا (Lúcio Costa) بود. اسکار نیمایر معمار اصلی اغلب ساختمان‌های دولتی و روبرتو بورل مارکس طراح مناظر طبیعی شهر بود. طراحی این شهر بر پایهٔ نظریات لی کوربسیر استوار بود. برازیلیا طی ۴۱ ماه ساخته شد و ساخت آن از سال ۱۹۵۶ تا ۲۱ آوریل سال ۱۹۶۰ یعنی زمان افتتاح رسمی آن بطول انجامید.

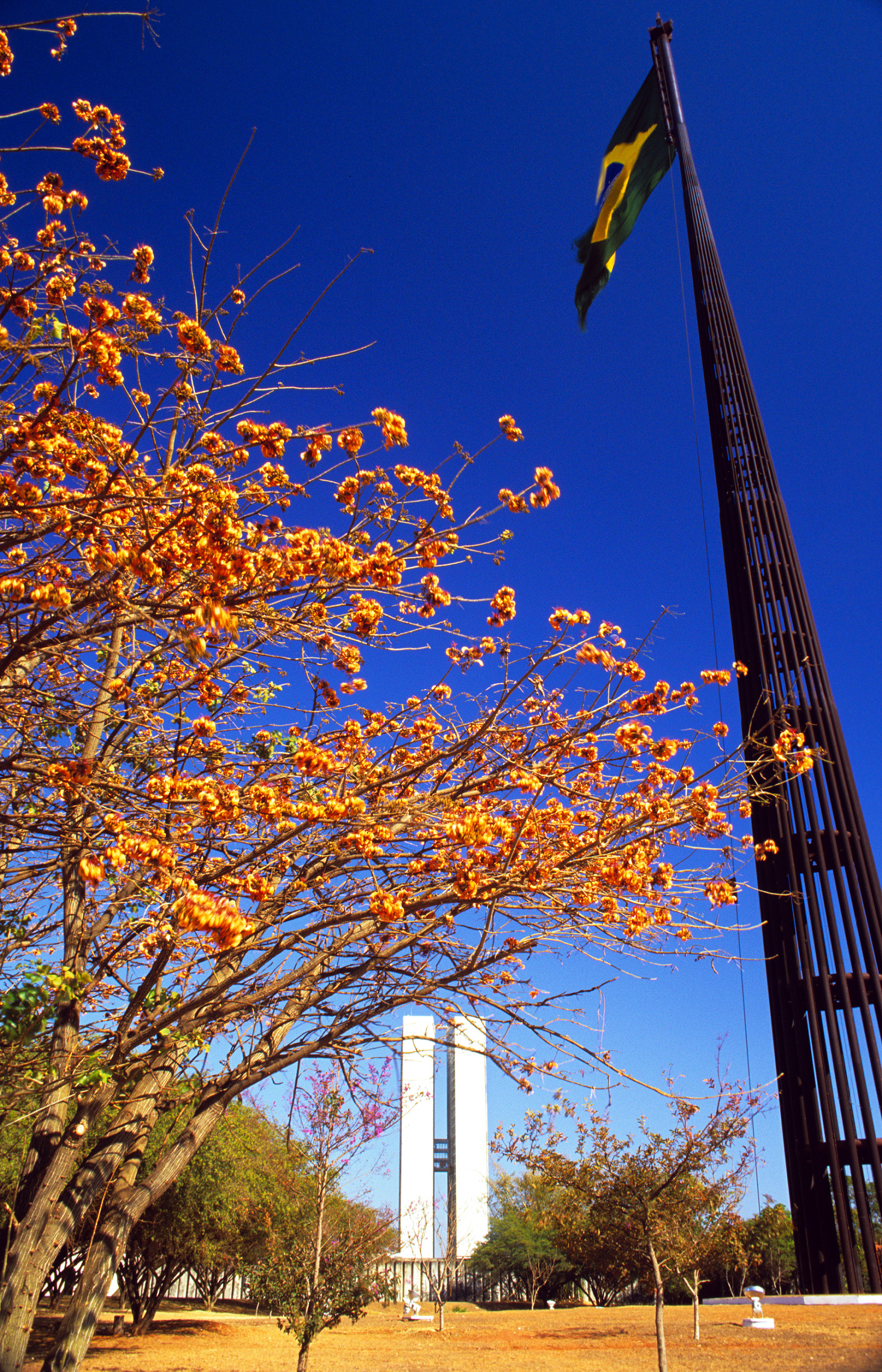
کنگره ملی در برازیلیا.

از سال ۱۷۶۳ تا ۱۹۶۰ شهر ریو دو ژانیرو پایتخت برزیل بود و منابع غالباً در ناحیه جنوبی کشور متمرکز بودند. برازیلیا از لحاظ موقعیت جغرافیایی در مرکز کشور قرار دارد که در واقع پایتختی است که از لحاظ جغرافیایی خنثی است. نظریه ایجاد پایتخت برزیل در داخل مربوط به قانون اساسی در ۱۸۹۱ می‌شود که در آن دقیقاً عنوان شده بود که بخش فدرال باید کجا باشد، اما خود محل تا سال ۱۹۲۲ تعریف نشده بود. موقعیت برازیلیا باعث توسعه ناحیه مرکزی برزیل شده و تمامیت بهتری در قلمروی برزیل ایجاد می‌کند.
بر پایه یک افسانه، کشیش ایتالیایی گیوانی ملچیر بویکو دارای رؤیایی در مورد آینده بود که مربوط به شهری در آینده می‌شد که مشابه موقعیت برازیلیا است. امروزه، در برازیلیا اشارات بسیاری به این عالم که فرمان سیلسیان را بنیاد نهاد وجود دارد. این نام به یکی از کلیساهای اصلی نیز داده شده‌است.

### طراحی
طرح لوسیا کوستا برای شهر طرحی مبسوط و جامع بود. در این طرح پیش‌بینی شده که کدام مناطق باید مسکونی بوده و کدام مناطق نیز باید تجاری باشد. در این طرح محدوده قرار گرفتن واحدهای صنعتی، محل ساخت ساختمان‌های خاص، ارتفاع ساختمان‌ها و موارد دیگری نیز پیش‌بینی شده‌است.
مبنای طراحی شهر یک صلیب ساده بوده‌است. به گفته خود کوستا: این طرح «از ژست فردی که محل مالکیت خود را امضا می‌کند اقتباس شده‌است: دو تبر که با هم زاویه قائمه می‌سازند، نشان خود صلیب». اما این صلیب باید با مکان‌نگاری محلی انطباق داشته باشد همانند اینکه در این طرح نقشه‌هایی برای ساخت دریاچه مصنوعی مشهود بود و شهر نیز به شکل یک هواپیمای دارای بال‌های ثابت درآمد.
دماغه هواپیما وزارت‌خانه‌ها، ساختمان‌های دولتی، سنا، مجلس نمایندگان و کلیسای جامع پیشرو که توسط اسکار نیمایر طراحی شده‌است را در خود جای داده‌است. برج بلند تلویزیونی برازیلیا نیز که دارای چشم‌انداز زیبایی از شهر و دریاچه آن است در این بخش ساخت شده‌است.
بال‌های هواپیما بال‌های شمال و جنوب نام گرفته‌است: هر یک از این بال‌ها تقریباً هفت کیلومتر طول دارد. خیابان بین دریاچه و بال‌ها با توجه به شمالی یا جنوبی بودن بال‌ها L۴ جنوب یا L۴ شمال نام گرفته‌اند.
خیابان مرتفع، دارای سرعت بالا، که ایکسو رودوویاریو نام دارد با عبور از زیر یک ایستگاه اتوبوس دو بال را به هم متصل می‌کند در این بخش بانک‌ها و هتل‌ها قرار گرفته‌اند. نشانی‌های حوزه ۱۰۰ و ۳۰۰ در سمت غربی ایکسو، و نشانی‌های حوزه‌های ۲۰۰ و ۴۰۰ در سمت شرقی واقع شده‌اند. در این خیابان‌ها محلات مسکونی متشکل از بلوک‌های آپارتمانی با نام سوپر کوادرای جنوبی یا سوپر کوادرای شمالی ساخت شده‌است. این بلوک‌ها از ساختمان‌های سه تا شصت بر پایهه تشکیل شده‌است. هر کدام از دو بلوک دارای یازده ساختمان است که هر ساختمان توسط حروف الفبای خاص خود مشخص شده و در فاصله بین دو بلوک مدارس و کلیساها واقع شده‌است. خیابان‌های تجاری بلوک‌های سوپر کوادرا را از یکدیگر جدا می‌کند.
در مجاورت فرودگاه بین‌المللی رئیس‌جمهور جوسلینو کوبیتچک (فرودگاه برازیلیا) باغ‌وحشی قرار دارد که دارای جانوران بومی سرادو است. سفارت‌خانه‌ها، باشگاه‌های تفریحی و خانه‌های مجلل دریاچه را در خود محصور کرده‌است، و یک پارک بزرگ که 'پارک دا سیداد' (پارک شهر) نام دارد، فضایی را که بسیار برای دوچرخه‌سواری، پیاده‌روی و تماس با طبیعت مورد نیاز است فراهم می‌کند.
یکی از انتقادات اصلی که در مورد شهر برازیلیا به عمل می‌آید این است که این شهر بر پایه مقیاس پیاده‌روها طراحی نشده‌است. با ظهور عصر خودرو، یعنی زمانی که شهر در حال ساخت بود به پیاده‌روها توجه چندانی نشد. در طرح اصلی هیچگونه چراغ راهنمایی پیش‌بینی نشده بود و همه خودروها برای آنکه با ترافیک مواجه نشوند از روی پلها و از داخل تونل‌ها عبور می‌کردند. امروزه، ۲۰۰٬۰۰۰ نفر در طرح آزمایشی ساکنند و با کهنه شدن سریع این طرح، شهر راه‌حل آموزشی تازه‌ای یافت: هزاران محل خط‌کشی عابر پیاده در خیابان‌ها ایجاد شد و از این طریق راه عابران پیاده کوتاه‌تر شد. برای برطرف کردن این مشکلات متروی برازیلیا اخیراً ساخت شده‌است، اما هنوز ایستگاه‌های زیادی به صورت نیمه‌کاره باقی مانده‌است. خط بال شرقی تکمیل شد، این خط تا شهر اقماری تاگوواتینگا ادامه می‌یابد. درحالیکه ترابری عمومی تقریباً فراوان است خودرو همچنان یکی از محبوبترین ابزار حمل و نقل در برازیلیاست.
یکی دیگر از انتقاداتی که به شهر برازیلیا وارد است جابجایی ساکنان فقیر به شهرهای اقماری بسیار دور همچون سانتا ماریا دو سواکوی، سائو سباستیائو، گاما، سیلاندیا و سوبرادینهو است. اتوبوس‌ها و سامانه انتقال سریع زمینی این شهرها را به مرکز متصل می‌کند. ساکنان این شهرک‌های اقماری به دلیل سیاست سکونتی که فرماندار خوواکیم روریز اتخاذ کرده‌است در شرایطی پایین‌تر از شرایط ساکنان طرح آزمایشی زندگی می‌کنند. در طرح آزمایشی مردم از دیگر نقاط کشور در ازای املاکی اندک به پایتخت کشانده شدند و مرزهای ناحیه فدرال را پر کردند. زمانی که از برازیلیا حرف می‌زنیم، معمولاً این شهرک‌های اقماری کمتر مورد توجه قرار می‌گیرند، گرچه جمعیت آن‌ها بسیار بیشتر از جمعیت طرح آزمایشی است. با این وجود برازیلیا همچنان دارای بالاترین شاخص توسعه انسانی در برزیل است.
به موجب طرح اولیه—که برازیلیا باید از آن پیروی کند – این شهر همواره تحت ساخت‌وساز قرار دارد. یونسکو برازیلیا را یک مرکز میراث جهانی نامیده‌است. صخره‌های مرتفع در این شهر یافت، و متأسفانه، تخریب شده‌اند.

## موقعیت

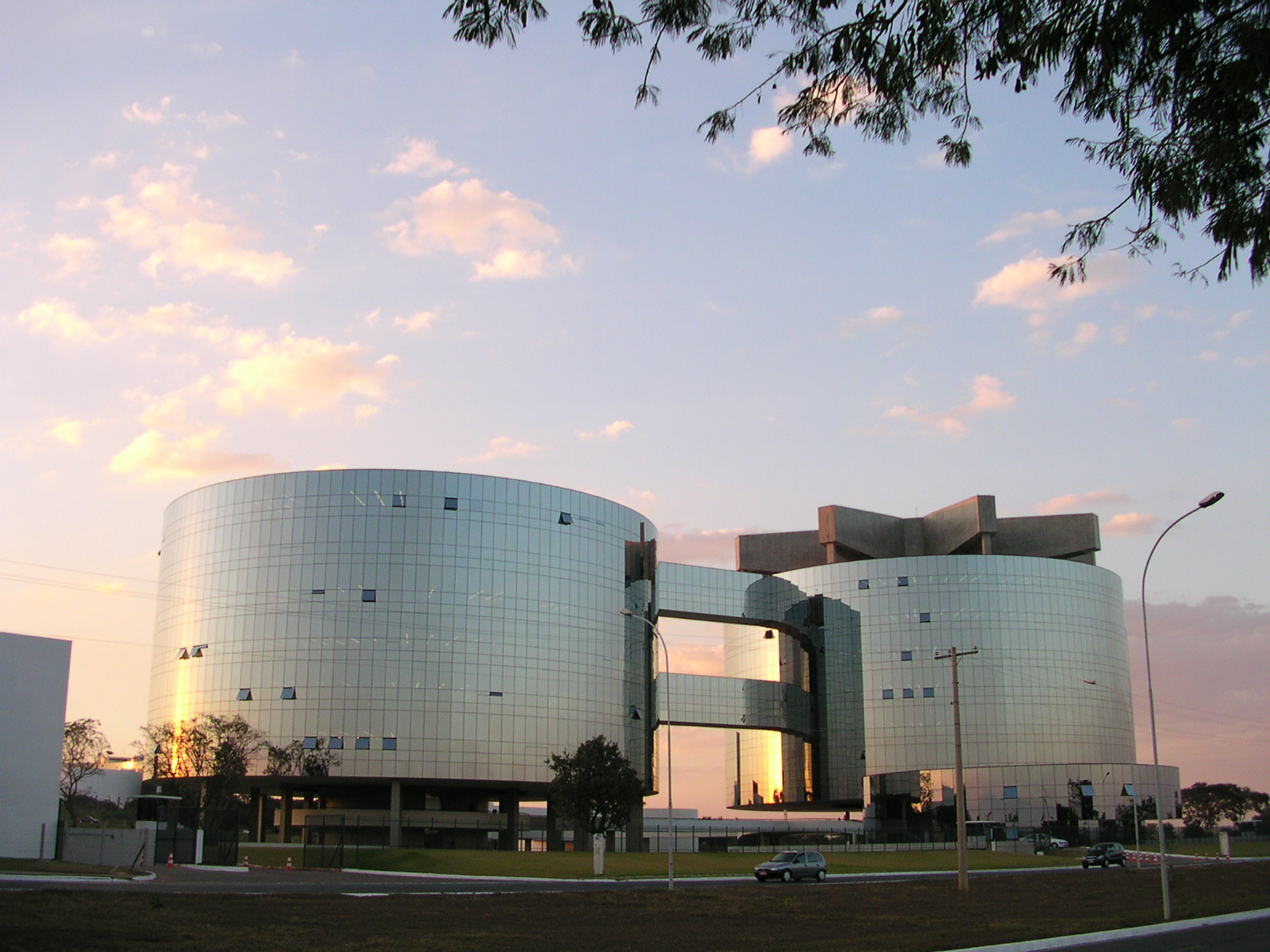
ساختمان‌های دولتی

برازیلیا در یک ناحیه فدرال توسط جوسیلینو کوبیتشیک در داخل ایالت گویاس ایجاد شد.
در شرق ناحیه رودخانه پرتو و در غرب آن رودخانه دسکوبرتو قرار دارد.
برازیلیا در پلانالتو بر روی فلاتی با ارتفاع ۱۰۰۰ متر واقع است. فاصله برازیلیا از گویانیا ۲۰۷ کیلومتر، از سالولدور ۱٫۵۳۱ کیلومتر، از ریو دی ژانیرو ۹۳۰، از بلو هریزانت ۷۱۶ و از سائو پائولو بیش از ۱٫۰۱۵ کیلومتر است.

## آب‌وهوا
برازیلیا زمستان‌های خشک و تابستان‌های مرطوب دارد. در دوره خشک، رطوبت نسبی هوا در گرم‌ترین ساعات روز به سطح بحرانی می‌رسد. کمینه میانگین دما در برازیلیا ۲۸ درجه سلسیوس (۸۲ درجه فارنهایت) است. طی فصل خشک، دما کاهش می‌یابد و می‌تواند در ماه ژوئیه به سطح ۱۳ درجه سلسیوس (۵۵ درجه فارنهایت) برسد. بیشینه میانگین دما ۲۵ درجه سلسیوس (۷۷ درجه فارنهایت) است
میانگین دما ۲۰٫۵ درجه سلسیوس (۶۹ درجه فارنهایت) است. سپتامبر گرم‌ترین ماه است که میانگین بالاترین دما در این ماه ۲۸ درجه سلسیوس (۸۲ درجه فارنهایت) و میانگین پایین‌ترین دما ۱۶سلسیوس (۶۱ درجه فارنهایت) است. ژوئیه خنک‌ترین ماه است که میانگین بالاترین دما در این ماه ۲۵ درجه سلسیوس (۷۵ درجه فارنهایت) و میانگین پایین‌ترین دما ۱۳سلسیوس (۵۵ درجه فارنهایت) است. اختلاف ماهانه میانگین بالاترین دما نزدیک به ۳ درجه سلسیوس (۳۵ درجه فارنهایت) و اختلاف ماهانه میانگین پایین‌ترین دما ۵ درجه سلسیوس (۳۹ درجه فارنهایت) است.

## دولت

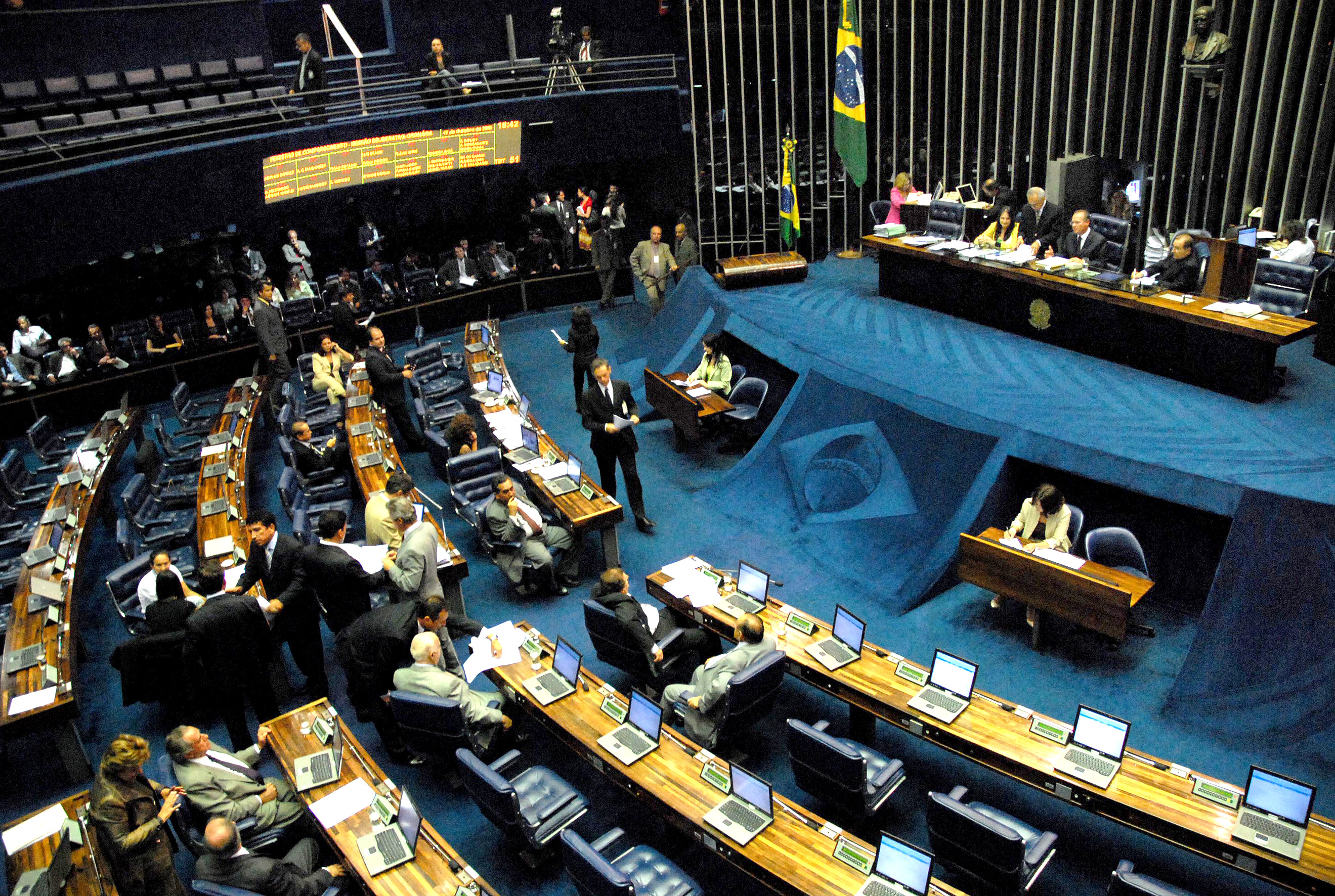
National Senate

ناحیه فدرال دارای دولت خودمختار و نیروهای قانونگذار است، اما شاخه قضایی توسط اتحادیه تأیید می‌شود.
حاکم بخش مستقیماً برای یک دوره ۴ ساله انتخاب می‌شود. قوانین محلی توسط یک انجمن قانونگذاری تصویب و صادر می‌شوند که آن‌ها نیز توسط مردم محلی انتخاب می‌شوند. این ناحیه از بسیاری جنبه‌ها مشابه یک ایالت فدرال است. این ناحیه هم در کنگره نمایندگان (Câmara Federal)و هم در مجلس سنای ملی نماینده دارد.
علاوه بر این، برزیلا مقر دولت فدرال کشور است .(محل کار رئیس‌جمهوری) و وزارتخانه‌ها که در امتداد محور تاریخی قرار دارند مقر شاخه اجرایی هستند. سران قضایی و مقننه نیز در همین محل قرار دارند.

## مترو
متروی برازیلیا در سال ۲۰۰۱ تأسیس شده و هم‌اکنون دارای ۲ خط و ۲۴ ایستگاه است.

## افراد سرشناس متولد برازیلیا
- لیلا باروس، والیبالیست
- ربکا گوسمائو، شناگر
- کاکا، فوتبالیست
- لوسیمار فریرا دا سیلوا|لوسیو، فوتبالیست
- تاتیانا لموس، شناگر
- آنا پائولا پادرائو، روزنامه‌نگار
- هودسون د سوزا، دونده نیمه استقامت
- ماریلسون گومز دوس سانتوز، ورزشکار حرفه‌ای، برنده ماراتن شهر نیویورک در سال۲۰۰۶

نیمار داسیلوا سانتوس جونیور متولد ۱۹۹۲ فوتبالیست